# Спомен-биста Димитрију Давидовићу у Београду
44° 50′ 38″ С; 20° 25′ 01″ И / 44.843930° С; 20.416808° И
Спомен-биста Димитрију Давидовићу у Београду налази се на Земунском кеју у градској општини Земун.

## Димитрије Давидовић
Димитрије Давидовић (1789, Земун − 1838, Смедерево) био је познати српски новинар, публициста, државник и уставописац. Покренуо је „Новине српске“ чији је садржај био пре свега политичког и књижевног и ретко привредног карактера. Обављао је функцију секретара Кнежевске канцеларије код Милоша Обреновића. Иако су у састављању текста Устава учествовали највиђеније Срби тог доба, у то време се сматрао човеком од највишег кнежевог поверења и најзаслужнијим за доношење Сретењског устава (1835), који је написао у рекордном року, за двадесет дана.

## Изглед спомен−бисте и постављање
Спомен−биста Димитрију Давидовићу се налази у близини ресторана „Венеција” на шеталишту поред Дунава, Земинском кеју.
Биста је бронзана, висине 45 цм, а рад је непознатог вајара из око 1936. године. Подигнута је 1989. године, у част двестоте годишњице рођења Давидовића.
Кућа у којој се родио Димитрије Давидовић у Земуну налази на углу Главне и Давидовићеве улице.

## Спомен − бисте и спомен − плоче у Србији
Поводом стогодишњице смрти 1938. године, у организацији Одбора за подизање споменика Давидовићу у Смедереву, на челу са др Живадином Стефановићем, тадашњим председником општине Смедерево, одржана је свечаност откривања споменика. Споменик је у бронзи, рад вајара Лојза Долинара, а освештао га је његово преосвештенство браничевски епископ Венијамин. Споменик се налази испред Центра за културу и Основне школе „Димитрије Давидовић”. 
Поводом 150-годишњице Сретењског устава 1983. одржан је научни скуп Стваралаштво Димитрија Давидовића. Том приликом постављене су спомен плоче на његовим кућама у Земуну и Смедереву.
2015. године откривена је спомен плоча Димитрију Давидовићу на згради Правног факултета у Новом Саду.
У Крагујевцу је у току поступак за подизање спомен − бисте Димитрију Давидовићу у непосредној близини здања Старе скупштине.